# Regal-Zonophone Records
Regal-Zonophone Records war ein britisches Plattenlabel, das 1932 durch die Fusion der Labels Regal Records und Zonophone Records gegründet wurde.

## Geschichte

### Gründung
1932 folgten Regal und Zonophone ihren Mutterkonzernen, der Columbia Graphophone Company und der Gramophone Company, die durch ihre Verschmelzung EMI gegründet hatten. Wie auch schon vorher in der Selbstständigkeit kam ein großer Teil des veröffentlichten Materials von den US-Labels Columbia Records, Okeh Records und Victor Records sowie auch der American Record Corporation. Bei Regal-Zonophone erschienen Platten US-amerikanischer Old-Time-Musiker wie Cliff Carlisle, Gid Tanner and his Skillet Lickers und Roy Harvey; aber auch Jazz und Pop wurde bei dem Label veröffentlicht. Es wurden ebenfalls heimische Künstler wie Gracie Fields und George Formby veröffentlicht.

### 1950er Jahre
In den 1950er Jahren spielte die australische Abteilung von Regal-Zonophone eine entscheidende Rolle in der Entwicklung der Country-Musik in Australien. Mit Slim Dusty, Smoky Dawson, Reg Lindsay und Chad Morgan konnten immer wieder Hit-Singles veröffentlicht werden. Slim Dustys A Pub with No Beer von 1957 wurde sogar zur erfolgreichsten Single, die in der Geschichte Australiens veröffentlicht wurde.

### Weitere Geschichte und Gegenwart
In den 1960er und 1970er Jahren waren Künstler von Regal-Zonophone regelmäßig in den Charts vertreten. Einige dieser Musiker waren The Move, Joe Cocker, T. Rex und Procol Harum. In dem darauf folgenden Jahrzehnt verlor Regal-Zonophone jedoch viele seiner Musiker und EMI ließ das Label fallen.
In den 1990er Jahren belebte EMI Regal-Zonophone als Wiederveröffentlichungslabel erneut, jedoch existiert das Label in dieser Form heute nicht mehr. Der Konzern wurde wieder in Regal und Zonophone Records gespalten, die unabhängig voneinander agieren.